# Catedral de Santa María (Kuala Lumpur)
La Catedral de Santa María, la Virgen o simplemente la Catedral de Santa María es la catedral de la diócesis de Malasia Occidental de la Iglesia Anglicana de la provincia del sudeste de Asia, con sede en Kuala Lumpur, la capital de Malasia. Es la sede episcopal del obispo anglicano de Malasia Occidental y la iglesia madre de la diócesis.
La iglesia original fue consagrada a la Virgen María por el reverendo George Frederick, el obispo de Singapur, Sarawak y Labuan, el 13 de febrero de 1887.